# یوسف اخوت
یوسف اخوت (زاده ۱۳۰۵ (قمری) / ۱۲۶۷ خورشیدی در بوشهر - ۱۳۲۹ خورشیدی) روزنامه‌نگار اهل ایران است. اخوت روزنامهٔ «خلیج ایران» از سال ۱۳۰۸ خورشیدی ابتدا به صورت هفتگی و بعد روزانه منتشر نمود. این روزنامه، ارگان انجمن اخوت بوشهر بود

## زندگی‌نامه
یوسف اخوت فرزند محمدابراهیم کازرونی در سال ۱۳۰۵ (قمری) / ۱۲۶۷ خورشیدی در بوشهر متولد شد. وی ابتدا در مکتب خانه و سپس نزد استادان وقت به تحصیل مشغول بود. در سال ۱۳۲۵ (قمری) در سن ۲۵ سالگی به شغل نجاری و سپس به تجارت اشتغال ورزید. در سال ۱۳۳۳ (قمری) که در تجارت متضرر گردید در یک تجارتخانه دیگر مشغول به کار شد.
وی در سال ۱۳۲۴ همزمان با قیام مشروطیت با مشروطه‌خواهان و اصلاح‌طلبان همکاری داشته‌است. با آغاز جنگ جهانی اول و اشغال بوشهر و نابسامانی اوضاع اقتصادی ورشکست شد. اما با تلاش و کوشش بسیار دوباره کارش رونق گرفت. در سال ۱۲۹۹ خورشیدی انجمنی بنام «انجمن اخوت ایران» در بوشهر تشکیل داد که شعباتی در برازجان و بنادر دیلم و گناوه و ریگ داشت.
او گر چه تحصیلات علمی بالایی نداشت اما فردی بلند همت و روشن فکر بود که با سرمایه اندک و تلاش فراوان برای تنویر افکار مردم و آشنایی آنان با مظاهر تمدن جدید تلاش می‌کرد. یک نمونه آن تأسیس مدرسه اخوت بهمنی است که مورد تجلیل فرهنگ دوستان آن زمان قرار گرفته و نشریه ایران شهر که به همت حسین کاظم‌زاده ایرانشهر در شهر برلین، آلمان چاپ می‌شد در سال ۱۳۰۳ گزارش مفصلی از خبرنگار خود در بوشهر را دربارهٔ این مدرسه چاپ کرده و عکسی هم از ورزشکاران مدرسه در سال ۱۳۰۳ در آن آورده‌است
از اقدامات این انجمن تأسیس دبستان اخوت در هشت کیلومتری بوشهر بود. این انجمن در سال ۱۳۰۴ خورشیدی منحل شد.
وی پس از سال‌ها تلاش و کوشش در جهت اعتلای فرهنگی مردم بوشهر در سال ۱۳۲۹ خورشیدی درگذشت.

## روزنامه خلیج ایران
از دیگر فعالیت‌های اخوت گرفتن امتیاز روزنامه خلیج ایران بود که با همکاری اعضاء هیئت تحریریه یعنی مرحومان عبدالرحیم جعفری، عبدالخالق چوبک، میرزا غلامحسین رائین و افرادی دیگر آن را به مدت ۲۰ سال در بوشهر منتشر کرد. در آذر ۱۳۰۸ اولین شماره آنرا در ۴ صفحه و با چاپ سنگی انتشار داد ولی از سال ۱۳۱۲ که اخوت چاپخانه‌ای از هند وارد نمود آنرا به چاپ سربی تبدیل کرد. این روزنامه نشریه‌ای سیاسی-ادبی و اجتماعی بود که از سال ۱۳۰۸ تا ۱۳۲۸ در بوشهر و در تیراژ بین ۵۰۰ تا ۱۰۰۰ نسخه چاپ و منتشر می‌گردید.